# William C. Weldon
William C. Weldon (* 26. November 1948 in Brooklyn, New York City) ist ein US-amerikanischer Manager.

## Leben
Weldon studierte Biologie an der Quinnipiac University. Nach seinem Studium begann er beim Pharma- und Medizintechnikkonzern Johnson & Johnson zu arbeiten. Seit 2002 ist er Chairman of the Board  und Chief Executive Officer (CEO) des Unternehmens. Auf den 26. April 2012 trat er als CEO zurück, bleibt aber Chairman.
Weldon heiratete 1969 und ist Vater von zwei Kindern.